# Salluvi

Il territorio dei Salluvi (o Salyes).

I Salluvi o Salii (greco antico: Σάλυες, "Salyes"; 
latino: Salluvĭi o Saluvĭi) erano una tribù ligure, di quella che, anni dopo la loro sconfitta, sarebbe diventata la Gallia Narbonense (l'attuale Francia meridionale). Si presume abitassero le zone tra Ventimiglia e Marsiglia. La loro capitale era l'oppidum di Entremont.
Vengono citati da diverse fonti antiche (Tito Livio, Appiano, Polibio); in esse si dice che i Salluvi entrarono in conflitto con i Romani in seguito all'aggressione di Massilia nell'anno 125 a.C. 
La città, colonia focese, era alleata dei Romani da lungo tempo: a titolo di esempio, ai tempi della calata di Annibale aveva opposto resistenza all'avanzata del cartaginese. 
In occasione della guerra contro i Salluvi quindi gli abitanti di Massilia non esitarono a chiamare in aiuto le armi romane, i quali inviarono il console Marco Fulvio Flacco, che li sconfisse e trionfò su di loro.
Questa vittoria costituì il presupposto per la colonizzazione di quella che sarebbe poi diventata una provincia romana (Gallia Narbonense), al punto da essere denominata tutt'oggi Provenza, cioè provincia. Infatti i Romani nel 123 a.C. colsero l'occasione, con il console Gaio Sextio Calvino, di costituire la prima colonia romana della Gallia Transalpina: l'oppidum Aquae Sextiae, odierna Aix en Provence. Inoltre il fatto che il re dei Salluvi, Tutomotulo (o Teutomalius), sfuggito alla cattura trovò rifugio tra gli Allobrogi, diede ai Romani il pretesto per continuare la guerra nell'area.